# Jowett Javelin
La Jowett Javelin est une grande routière qui a été produite entre 1947 et 1953 par Jowett Cars de Idle, près de Bradford en Angleterre. Le modèle a connu cinq variantes codées de PA à PE, chacune disponible en version "standard" ou "de luxe". La voiture fut conçue par Gerald Palmer durant la Seconde Guerre mondiale et était destinée à marquer un grand pas en avant par rapport aux conceptions relativement ternes des Jowett d'avant-guerre. Un peu plus de 23 000 unités ont été produites.

## Tout acier
La nouvelle Javelin, avant d'être en production, fit sa première apparition publique le samedi 27 juillet 1946 dans une cavalcade organisée par la SMMT pour fêter les 60 ans de l'industrie automobile britannique. Démarrée par le Roi dans Regent's Park la cavalcade passa sous Marble Arch autour du West End de Londres et de Piccadilly Circus pour revenir à Regent's Park. La production en série de la nouvelle voiture ne fut pleinement en cours qu'en novembre 1947.
En 1949 un essai sur route fut publié par le correspondant du Times qui accueillit les bonnes performances de la Javelin et sa conception originale. Le moteur monté à l'avant de l'essieu avant emmène à vive allure (à près de 130 km/h) une carrosserie qui peut transporter six personnes. La taille moyenne du moteur, le poids léger de la voiture et une bonne rationalisation des formes contribuent à ses excellentes performances. Les commandes étaient toutes légères à utiliser et c'était une voiture reposante à conduire.

## Groupe motopropulseur

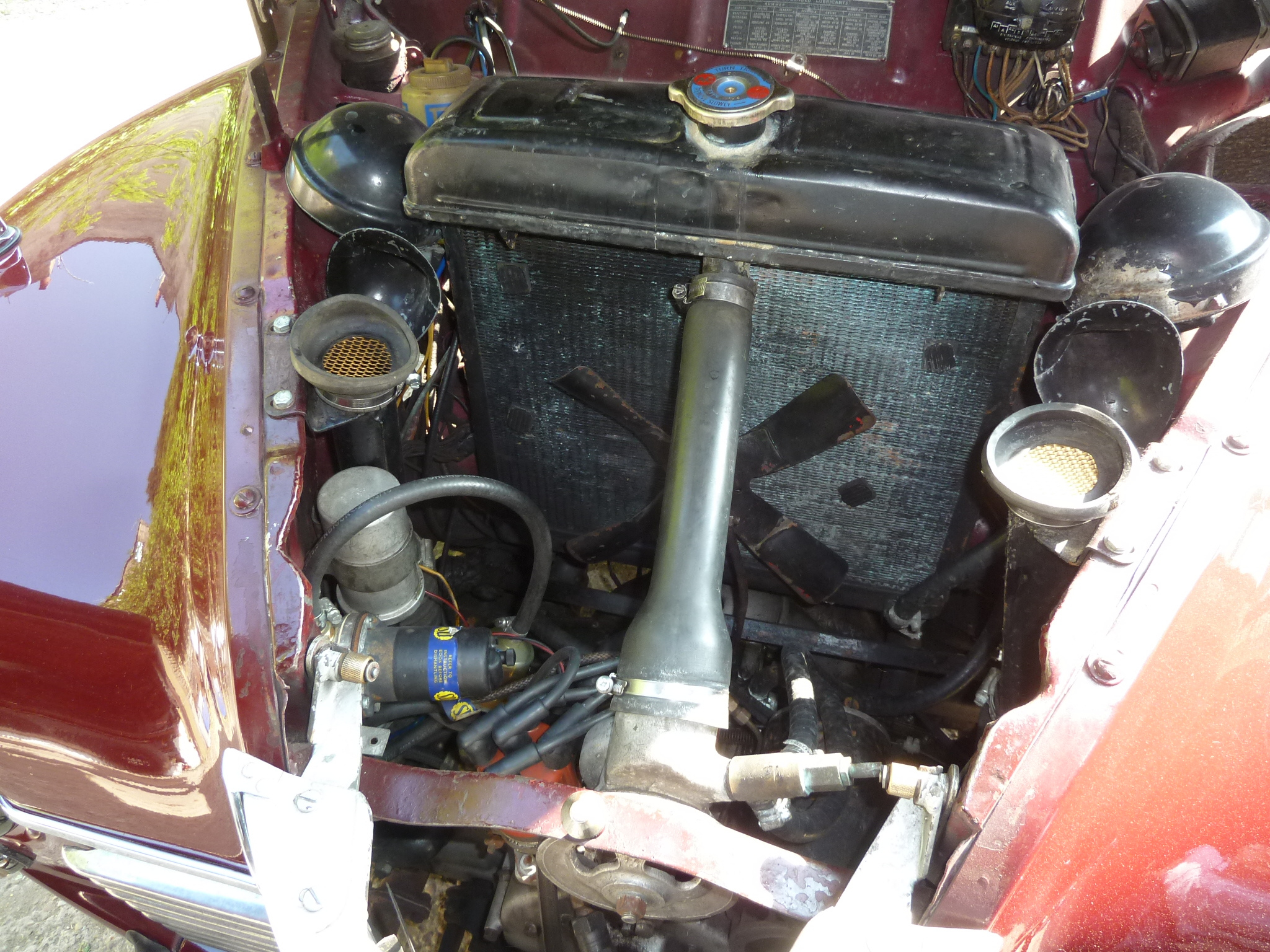
Le moteur opposé monté horizontalement est très bas, immédiatement derrière la calandre et devant le radiateur.

Le moteur quatre cylindres à soupapes en tête de 1 486 cm3 avec un taux de compression de 7,2:1 est refroidi à l'eau et a un bloc en aluminium et des chemises de cylindre humides. Il développa 50 ch à 4 100 tr/min (52,5 ch dans le cas de la PE) en donnant à la voiture une vitesse maximale de 124 km/h et un temps de 13,4 secondes pour le 0 à 80 km/h. Il était équipé de deux carburateurs Zenith et les versions PA et PB avaient des poussoirs hydrauliques. Le radiateur est derrière le moteur monté horizontalement. Une boîte à quatre vitesses avec changement sur la colonne a été utilisée. Les premières voitures avaient des boites de vitesses fabriquées par Henry Meadows. Par après, Jowett se lança dans la construction de ses propres boîtes de vitesses, mais cette décision s'avéra être une erreur coûteuse. Même si Jowett avait une certaine expérience dans la fabrication de transmissions, le projet fut désastreux et les carrosseries sans groupe propulseur s'empilèrent sur la ligne d'assemblage en raison de problèmes de production des boîtes de vitesses.

## Caractéristiques de conception
Les caractéristiques de conception comprennent un style aérodynamique avec les phares logés dans les ailes et un pare-brise courbe fortement incliné pour l'époque. La carrosserie est en acier embouti, intégrant un châssis boîte-section, et fut fabriquée pour Jowett par Briggs Motor Bodies dans leur usine de Doncaster. La suspension est à barres de torsion sur toutes les roues (indépendantes à l'avant) et le boîtier de direction est à engrenages internes et pignon. Les modèles PA et PB ont des freins hydrauliques Girling à l'avant et mécaniques à l'arrière. Les versions ultérieures sont entièrement hydrauliques.

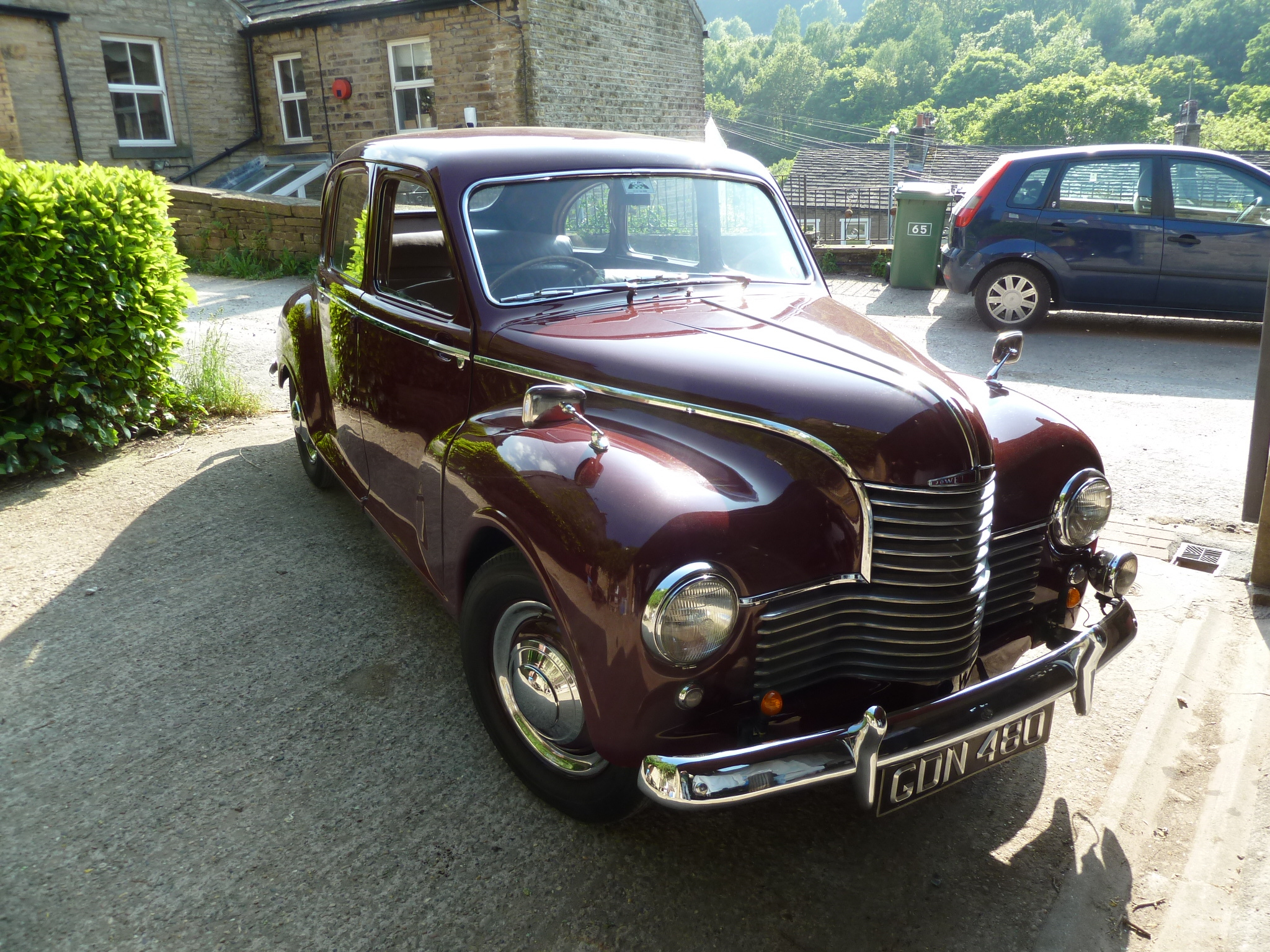
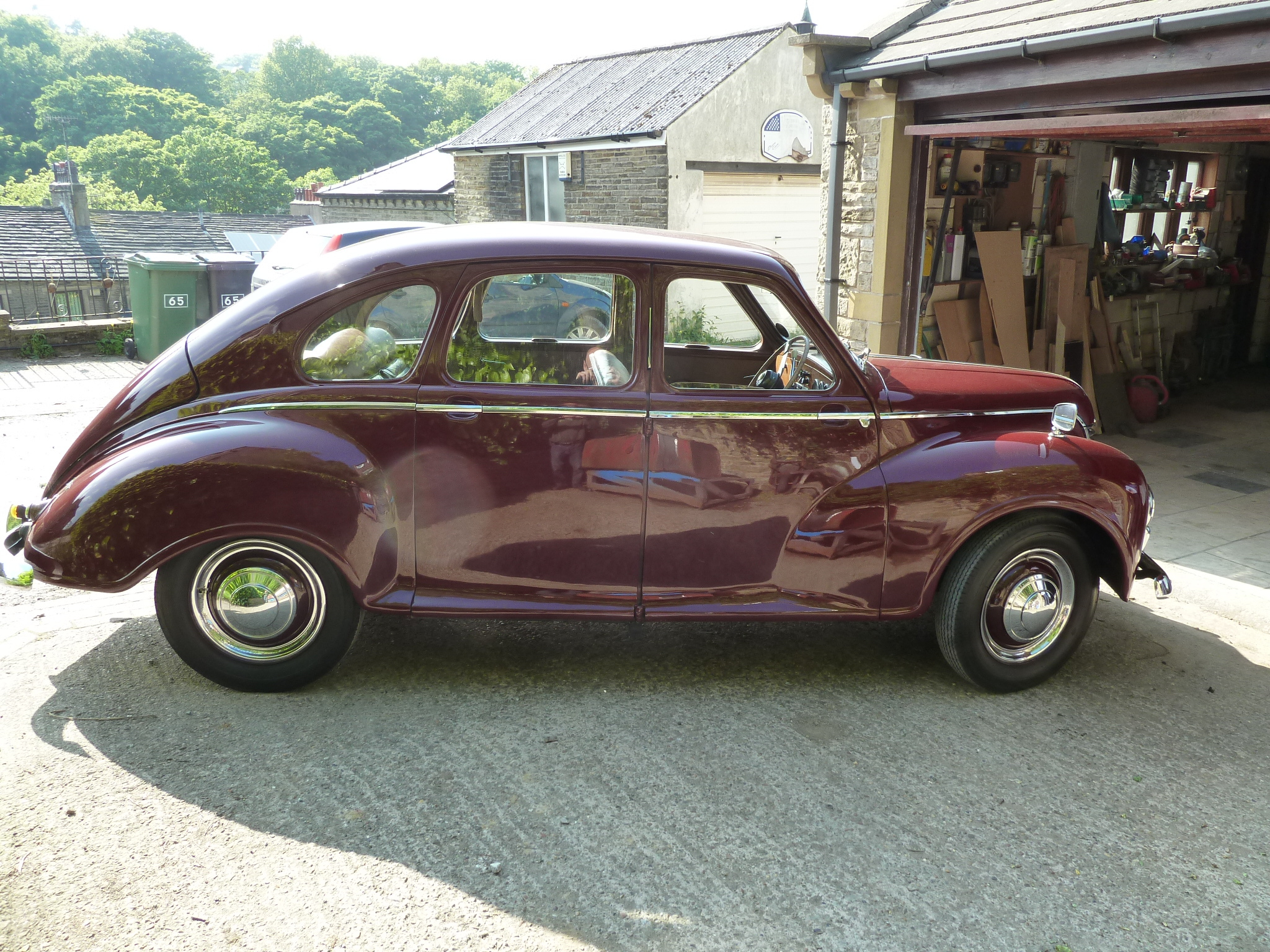
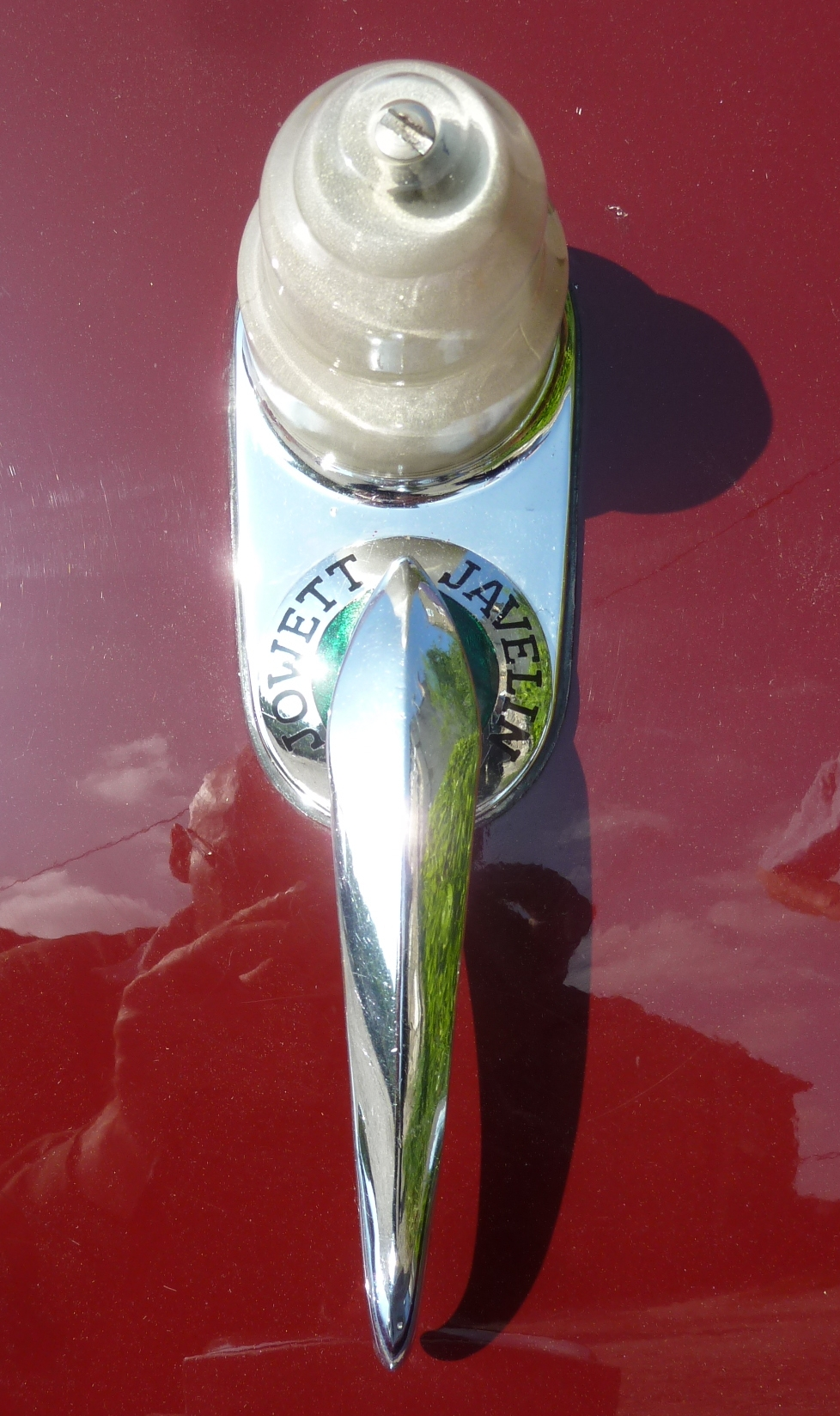
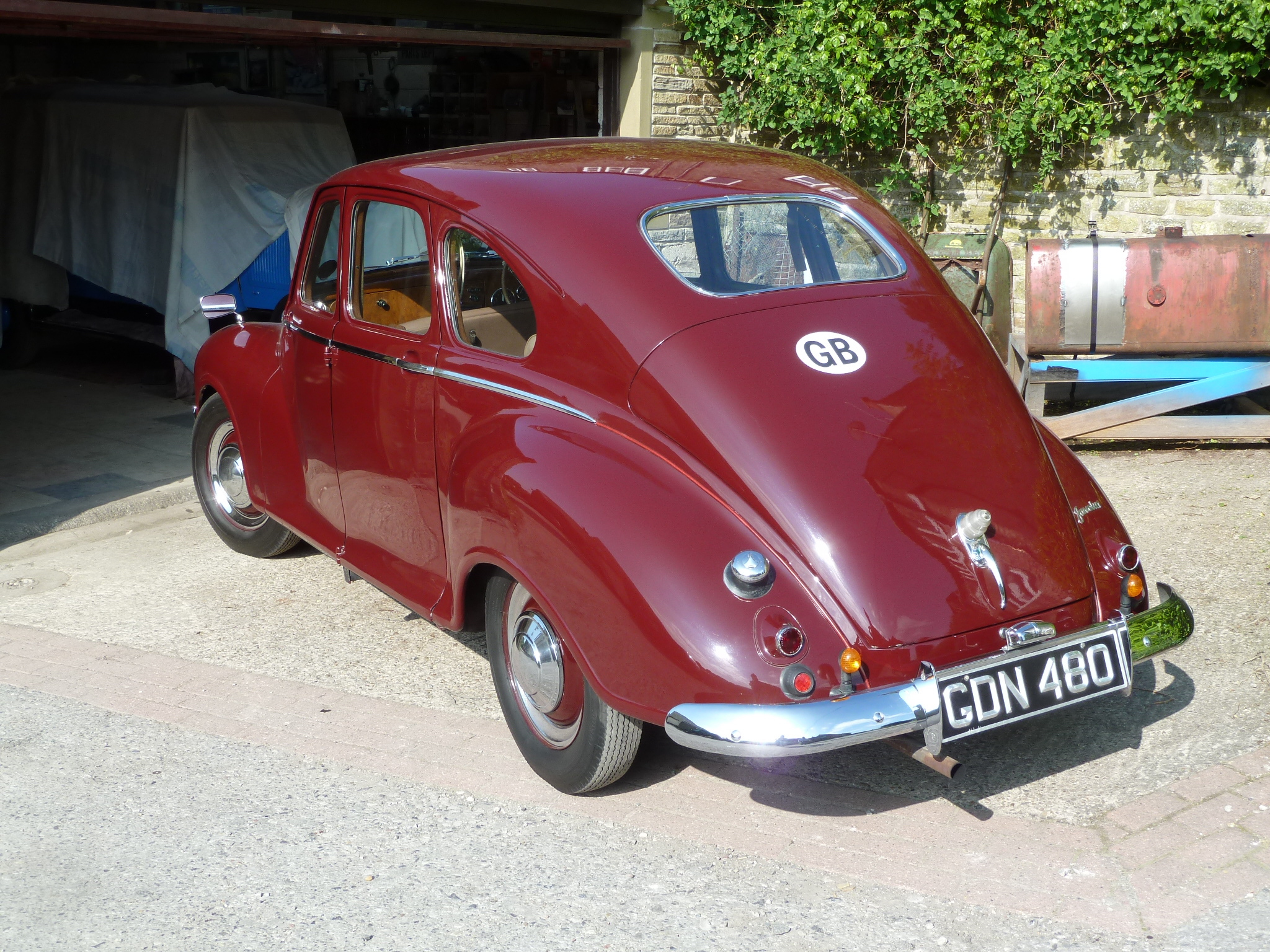
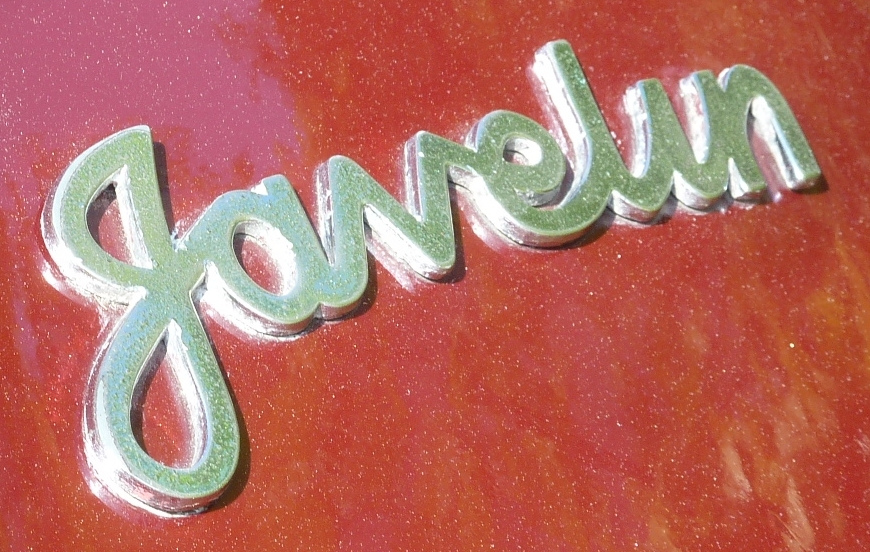

## Dimensions
La voiture avait un empattement de 2 600 mm et une voie de 1 300 mm. La voiture faisait 4 267 mm de long, 1 524 mm de large et pesait environ une tonne, selon le modèle et l'année. La voiture était chère, coûtant 819 £ au lancement.

## Performances

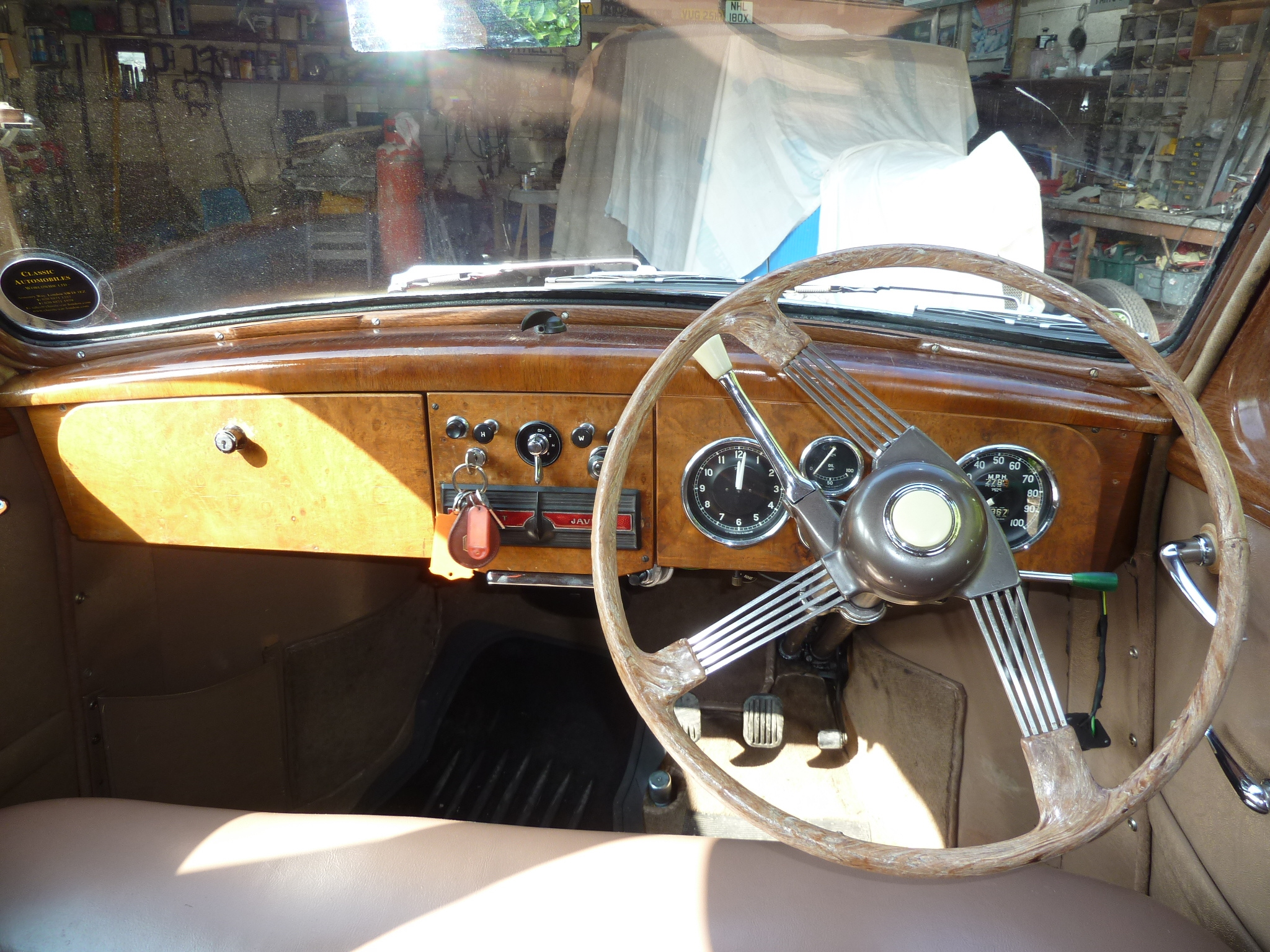

Une berline dans sa version de-luxe testée par le magazine The Motor en 1953 avait une vitesse de pointe de 133 km/h et put accélérer de 0 à 97 km/h en 20,9 secondes. Une consommation de carburant de 9,7 L/100 km a été enregistrée. La voiture de l'essai coûtait 1 207 £, taxes comprises.

## Exploits sportifs
Un premier modèle a remporté le Rallye de Monte-Carlo dans sa catégorie en 1949 et un autre a remporté la catégorie voitures de tourisme de 2 litres aux 24 heures de Spa la même année. Au Rallye de Grande-Bretagne de 1952, une Javelin a de nouveau remporté sa classe et a également reçu le prix de "Meilleure Voiture Fermée" et, en 1953, le Rallye des Tulipes a été remporté d'emblée par une société privée en Javelin.

## Culture populaire
- Une Javelin est exploitée dans le sketch "Vendeur de Voitures" de Comment Irriter les Gens[10].
- Dans le film Vera Drake, la voiture de Vera est une Javelin.
- Dans l'épisode 104, "Fallen Angel", de la série télévisée Ballykissangel, le Père Clifford hérite d'une Jowett Javelin[11]. La voiture a été utilisée dans le reste de la saison Un et dans toute la saison Deux, jusqu'à ce qu'elle tombe d'une falaise dans l'épisode 301 "Heureux Comme Une Dinde À Noël"[12].
- La chanson "Jowett Javelin" apparaît sur l'album "Snaps" de Harvey Andrews et décrit un tour dans l'automobile.
- Un Jowett Javelin est utilisée dans le clip des Simple Minds "See the Lights" de l'album Real Life[13].